# Samaritains Suisse
Pour les articles homonymes, voir Samaritain (homonymie).
Samaritains Suisse (jusqu'en 2022 : Alliance suisse des samaritains ) encourage l’engagement de volontaires dans les domaines des secours, de la santé et de l’aide communautaire. Elle veille à ce que les personnes accidentées et malades reçoivent premiers secours et assistance.
En s’engageant de façon spontanée ou en proposant des prestations complémentaires, elle comble des lacunes dans le système sanitaire et social. En outre, elle sensibilise aux questions de santé et de prévention des accidents.
En Suisse, une samaritaine ou un samaritain, est une personne non professionnelle formée aux premiers secours et formant des secouristes bénévoles.

## Histoire

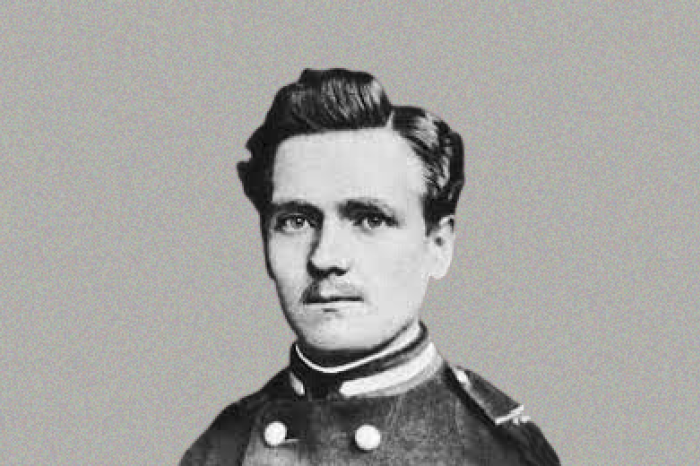
Le sergent-major sanitaire Ernst Möckly, fondateur des samaritains

### Création du mouvement
En 1883, Le sergent-major sanitaire Ernst Möckly propose à l’Assemblée des délégués de la Croix-Rouge suisse (CRS) de créer des « cours de samaritains », dont les coûts sont supportés par la CRS. Il s'inspire du guide de premiers secours destiné aux écoles de samaritains, lancé par Friedrich von Esmarch dans l'empire allemand.
Objectif des formations : instruire des civils aux premiers secours. Le 25 mai 1884 a lieu le premier cours de samaritains à Berne, sous la direction du médecin Robert Vogt et d’Ernst Möckly. Les cours rencontrent un grand succès dans toute la Suisse. Les premières sections de samaritains sont fondées dans la foulée.
En 1887, à l’initiative d’Ernst Möckly, toutes les sections de samaritains se regroupent pour former l’« Association suisse des sections de samaritains » puis, en 1888, le mouvement samaritain voit le jour à Aarau, sous la forme d'une association à but non lucratif, apparentée à une organisation non gouvernementale. Elle réunit les cinq sections de Zurich-Aussersihl, Neumünster, Bâle, Winterthour et Berne. 10 ans plus tard, l’ASS compte déjà 104 sections.

### De nos jours
En 2023, le mouvement samaritain compte environ 17 000 membres répartis dans 756 sections de samaritains, elles-mêmes regroupées en associations cantonales. Ces associations cantonales sont regroupées au sein des Schweizer Samariter (Samaritains Suisse, abrégé sous la forme de SamCH), membre corporatif de la Croix-Rouge suisse dont le siège est à Olten.

## Structure et organisation

### Organisation centrale
L’organisation centrale (Samaritains Suisse) se compose du Comité central qui assume la direction stratégique et du secrétariat opérationnel à Olten. Elle fédère les associations cantonales qui la composent.

#### Comité central
Le Comité central définit l’orientation stratégique de Samaritains Suisse ainsi que les tâches qui doivent être assumées par l’organisation centrale. Il est composé de cinq à sept membres et est élu par l'assemblée des délégués des associations cantonales.

#### Secrétariat
Le secrétariat fournit des prestations en faveur des associations cantonales, des sections de samaritains ainsi que des groupes de jeunes samaritains. Il se charge de la communication et de l’information à l’égard des publics externes et internes et entretient des relations avec les autorités, d’autres organisations et les médias.

### Associations cantonales
Samaritains Suisse est composée des associations cantonales. En 2024, il existe 24 associations membres:
| Canton                                   | Nom de l'association (Abréviation)                    | Langue(s)                     |
| ---------------------------------------- | ----------------------------------------------------- | ----------------------------- |
| Argovie                                  | Kantonal Verband Aargauischer Samaritervereine (KVAS) | Allemand                      |
| Appenzell                                | Samariterverband beider Appenzell                     | Allemand                      |
| Bâle                                     | Samariterverband beider Basel                         | Allemand                      |
| Berne                                    | Samariterverband Kanton Bern                          | Allemand                      |
| Fribourg                                 | Samaritains Fribourg                                  | Allemand / Français           |
| Genève                                   | Samaritains Genève (SamGE)                            | Français                      |
| Glaris                                   | Samariterverband Glarnerland                          | Allemand                      |
| Grisons / région du Sargans              | Samariterverband Graubünden/Sarganserland             | Allemand / Italien / Romanche |
| Jura et Berne francophone                | Samaritains Berne Jura                                | Français                      |
| Lucerne                                  | Samariterverband Luzern                               | Allemand                      |
| Neuchâtel                                | Samaritains Neuchâtel                                 | Français                      |
| Saint Gall, Principauté de Liechtenstein | Samariterverband St.Gallen / Fürstentum Liechtenstein | Allemand                      |
| Schaffhouse                              | Samariterverband Schaffhausen                         | Allemand                      |
| Schwyz                                   | Samariterverband des Kantons Schwyz                   | Allemand                      |
| Soleure                                  | Samariterverband des Kantons Solothurn                | Allemand                      |
| Tessin                                   | Associazione sezioni samaritane Ticino e Moesano      | Italien                       |
| Turgovie                                 | Samariterverband Thurgau                              | Allemand                      |
| Unterwald                                | Samariterverband Unterwalden                          | Allemand                      |
| Uri                                      | Samariterverband Uri                                  | Allemand                      |
| Bas Valais                               | Samaritains Valais romand                             | Français                      |
| Haut Valais                              | Samariterverband Oberwallis                           | Allemand                      |
| Vaud                                     | Association Cantonale Vaudoise des Samaritains (ACVS) | Français                      |
| Zoug                                     | Samariterverband des Kantons Zug                      | Allemand                      |
| Zürich                                   | Samariterverband Zürich                               | Allemand                      |

Les associations cantonales soutiennent le travail des sections par la consultation, formation, communication, coordination et par les accords avec les autorités cantonales.

## Formation des samaritains
Depuis 2017, Samaritains Suisse est reconnue par l’Interassociation de sauvetage (IAS) comme un prestataire de cours de premiers secours pour non-professionnels. La formation des samaritains nécessite d'obtenir le niveau IAS 2 ou IAS 3, y compris un BLS-AED valide, lesquels doivent être renouvelés tous les deux ans. Cette formation technique est complétée par des cours en interne, au sein des sections locales.
Des exercices réguliers, en principe mensuels, permettent aux samaritains une pratique régulière des gestes de premiers secours afin de maintenir un bon niveau.

## Rôle
En plus d'assurer des gardes dans des postes de secours, les samaritains dispensent des formations à la population dans le cadre de cours publics, tels que:
- Cours de sauveteur pour le permis de conduire
- Cours de réanimation (BLS-AED)
- Cours IAS First Aid niveaux 1 à 3
- Des cours pour les urgences pédiatriques
- Ainsi que des cours sur mesure dans le cadre professionnel

Les samaritains s'occupent également d'organiser des dons du sang dans les communes en collaboration avec les centres de transfusion sanguine. Les samaritains sont engagés lors de manifestations publiques comme des concerts, rassemblements, évènements sportifs ou autres.

## Personnalités connues des samaritains
- Ernst Möckly, fondateur du mouvement samaritain.
- Thomas Fuchs (homme politique): Depuis 1990, président de la section de la ville de Berne[9]
- Erich Hess, vice-président de la section des samariterfhardienst Bern-Biel-Thun[10]

## Galerie d'images

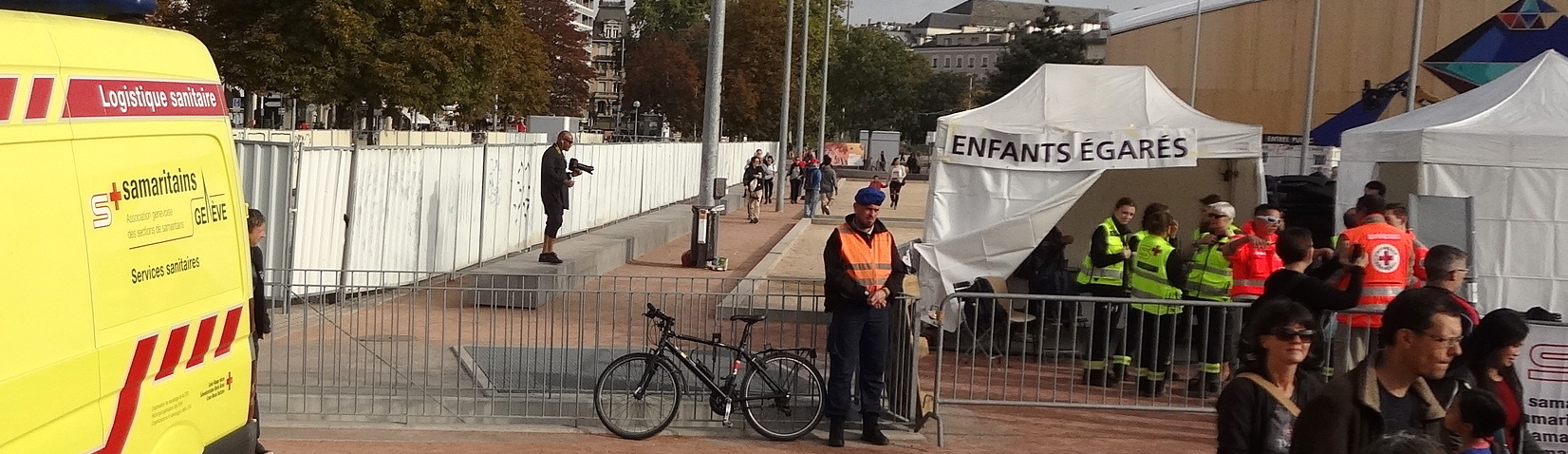
Poste de secours sous tente des samaritains à Genève
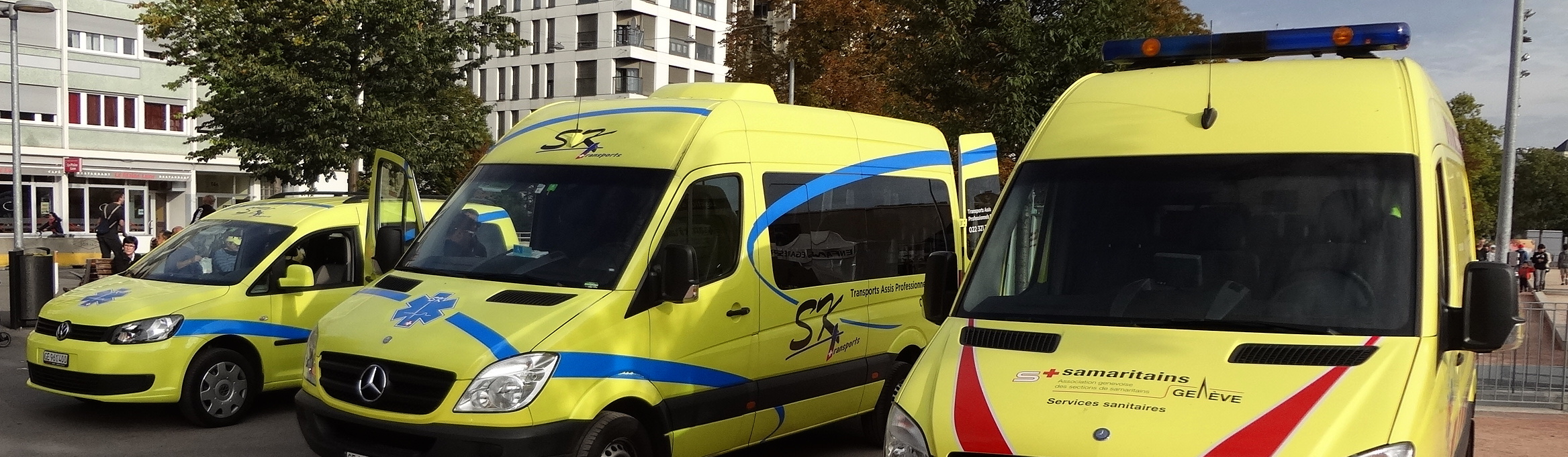
Véhicules de secours des samaritains à Genève
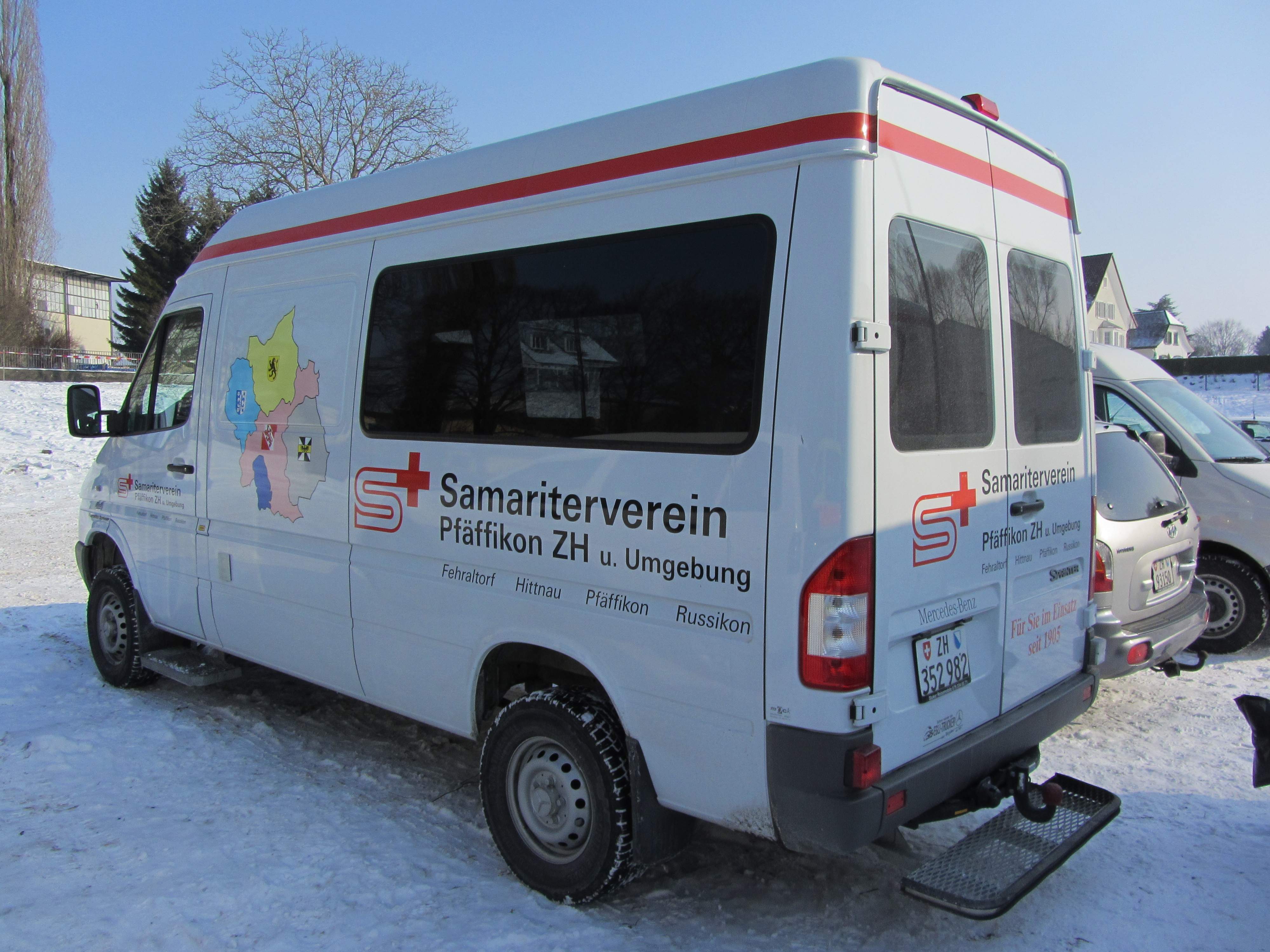
Véhicule de secours des samaritains à Zurich
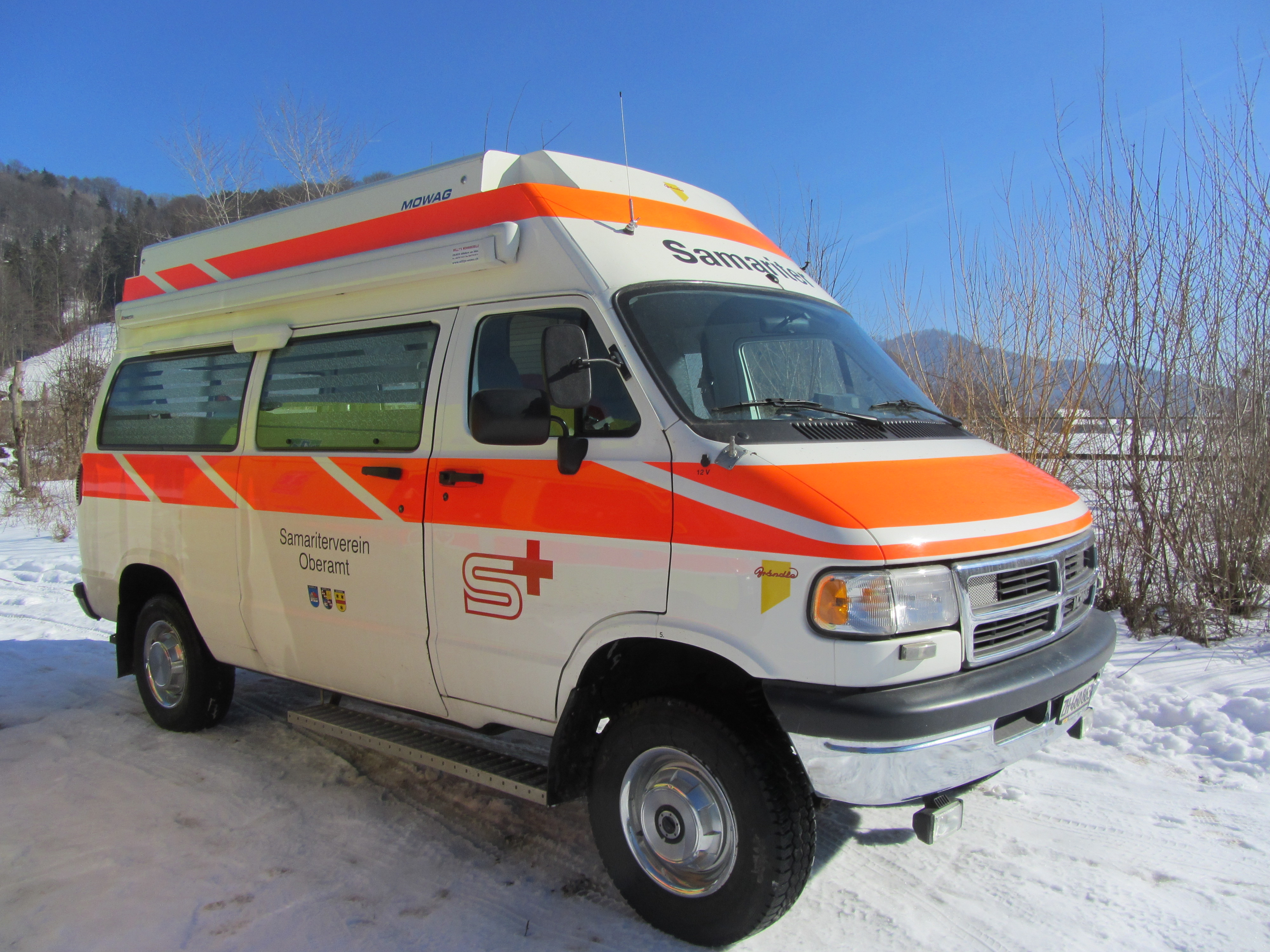
Véhicule de secours des samaritains à Zurich